# Dichapetalum steyermarkii
Dichapetalum steyermarkii är en tvåhjärtbladig växtart som beskrevs av Ghillean `Iain' Tolmie Prance. Dichapetalum steyermarkii ingår i släktet Dichapetalum och familjen Dichapetalaceae. Inga underarter finns listade i Catalogue of Life.